# Wereldkampioenschap voetbal 2006 (Groep E) Italië - Verenigde Staten
Deze pagina is een subpagina van het artikel Wereldkampioenschap voetbal 2006. Hierin wordt de wedstrijd in de groepsfase in groep E tussen Italië en Amerika gespeeld op 17 juni 2006 nader uitgelicht.

## Nieuws voorafgaand aan de wedstrijd
- 12 juni - Italië won zijn eerste wedstrijd op het WK voetbal 2006 met 2-0 van Ghana.

## Wedstrijdgegevens
| Datum                | 17 juni 2006                         | 17 juni 2006                         |
| Stadion              | Fritz Walter Stadion, Kaiserslautern | Fritz Walter Stadion, Kaiserslautern |
| Toeschouwers         | 46.000                               | 46.000                               |
| Scheidsrechter       | Jorge Larrionda                      | Jorge Larrionda                      |
| Assistenten          | Wálter Rial Pablo Fandino            | Wálter Rial Pablo Fandino            |
| Vierde man           | Khalil Al Ghamdi                     | Khalil Al Ghamdi                     |
| Man van de wedstrijd | Kasey Keller                         | Kasey Keller                         |
|                      | Italië                               | Verenigde Staten                     |
| Doelpunten           | 1                                    | 1                                    |
| Gele kaarten         | 2                                    | 2                                    |
| Rode kaarten         | 1                                    | 2                                    |
| Wissels              | 3                                    | 2                                    |
| Schoten op doel      | 0                                    | 0                                    |
| Schoten naast doel   | 0                                    | 0                                    |
| Overtredingen        | 0                                    | 0                                    |
| Hoekschoppen         | 0                                    | 0                                    |
| Buitenspel           | 0                                    | 0                                    |
| Strafschoppen        | 0                                    | 0                                    |
| Balbezit (tijd)      | 00'00"                               | 00'00"                               |
| Balbezit (%)         | 0%                                   | 0%                                   |

| Italië | 1 – 1           | Verenigde Staten |
| Alberto Gilardino 22' | goals (assists) | 27' (e.d.) Cristian Zaccardo |
| Marcello Lippi | bondscoach      | Bruce Arena |
| Gianluigi Buffon Cristian Zaccardo 54' Daniele De Rossi Fabio Cannavaro Luca Toni 61' Francesco Totti 35' Alberto Gilardino Alessandro Nesta Gianluca Zambrotta Simone Perrotta Andrea Pirlo | opstellingen    | Kasey Keller Carlos Bocanegra Pablo Mastroeni Steve Cherundolo 62' Clint Dempsey Claudio Reyna 52' Bobby Convey Brian McBride Landon Donovan Oguchi Onyewu Eddie Pope |
| Gennaro Gattuso 35' Alessandro Del Piero 54' Vincenzo Iaquinta 61' | wissels         | 52' Jimmy Conrad 62' DaMarcus Beasley |
| Francesco Totti 5' Gianluca Zambrotta 70' | gele kaarten    | |
| Daniele De Rossi 28' | rode kaarten    | 45' Pablo Mastroeni 47' Eddie Pope |

## Overzicht van wedstrijden
| Groepswedstrijden | | | |
| Groep A | Groep B | Groep C | Groep D |
| Duitsland - Costa Rica Polen - Ecuador Duitsland - Polen Ecuador - Costa Rica Ecuador - Duitsland Costa Rica - Polen             | Engeland - Paraguay Trinidad en Tobago - Zweden Engeland - Trinidad en Tobago Zweden - Paraguay Zweden - Engeland Paraguay - Trinidad en Tobago | Argentinië - Ivoorkust Servië en Montenegro - Nederland Argentinië - Servië en Montenegro Nederland - Ivoorkust Nederland - Argentinië Ivoorkust - Servië en Montenegro | Mexico - Iran Angola - Portugal Mexico - Angola Portugal - Iran Portugal - Mexico Iran - Angola                               |
| Groep E | Groep F | Groep G | Groep H |
| Italië - Ghana Verenigde Staten - Tsjechië Italië - Verenigde Staten Tsjechië - Ghana Tsjechië - Italië Ghana - Verenigde Staten | Australië - Japan Brazilië - Kroatië Brazilië - Australië Japan - Kroatië Japan - Brazilië Kroatië - Australië                                  | Frankrijk - Zwitserland Zuid-Korea - Togo Frankrijk - Zuid-Korea Togo - Zwitserland Togo - Frankrijk Zwitserland - Zuid-Korea                                           | Spanje - Oekraïne Tunesië - Saoedi-Arabië Spanje - Tunesië Saoedi-Arabië - Oekraïne Saoedi-Arabië - Spanje Oekraïne - Tunesië |
| Achtste finales | | | |
| Duitsland - Zweden Argentinië - Mexico                                                                                           | Italië - Australië Zwitserland - Oekraïne | Engeland - Ecuador Portugal - Nederland | Brazilië - Ghana Spanje - Frankrijk                                                                                           |
| Kwartfinales | | | |
| Duitsland - Argentinië | Italië - Oekraïne | Engeland - Portugal | Brazilië - Frankrijk |
| Halve finales | | | |
| Duitsland - Italië | Duitsland - Italië | Portugal - Frankrijk | Portugal - Frankrijk |
| Troostfinale | | | |
| Duitsland - Portugal | | | |
| Finale | | | |
| Italië - Frankrijk | | | |